# Iorgos Tsemberópulos
Iorgos Tsemperópulos (en grec Γιώργος Τσεμπερόπουλος, Atenes, 1950) és un director de cinema, productor i guionista grec. Va estudiar economia a la Universitat d'Economia d'Atenes, alhora que treballava com a fotògraf. Va estudiar direcció a l'American Film Institute de Los Angeles., on va viure i treballar fins al 1981. L'any 1987 va trobar la producció de Filmiki Productions SA on produeix anuncis i dirigeix  llargmetratges. Antic membre de la Junta Directiva del Centre del Cinema Grec, membre fundador de l'Associació de Directors/Productors de Cinema, antic membre de la B.O. del Festival Internacional de Cinema de Tessalònica, membre de la Junta Directiva de Greenpeace Grècia. L'octubre de 2019 va ser elegit president de l'Acadèmia de Cinema Hel·lènic, càrrec que ocupa fins avui.
La seva pel·lícula Megara, que va co-crear amb Sakis Maniatis el 1974, ha estat descrita com un important document polític i el primer documental ecològic de Grècia. El 1974, va ser guardonat amb el Premi FIPRESCI al Festival Internacional de Cinema de Berlín i amb el Premi a la Millor Producció al Festival de Cinema de Tessalònica. L'any 2013 va ser homenatjat per la sala de concerts Megaron pel 40è aniversari de la seva primera projecció, amb l'esdeveniment: "'El poder del cinema per intervenir en les grans lluites socials.

## Filmografia
- Μέγαρα (1974)
- Ξαφνικός Έρωτας (1984)
- Άντε Γειά (1991)
- Píso Porta (2000)
- O ehthros mou (2013)
- Iparho (2024)